# رشنه‌کوه شلاگ
رشنه‌کوه شلاگ (روسی: Шелагский хребет) یک رشته‌کوه در ناحیه خودگردان چوکوتکای کشور روسیه است.